# 塞拉俱乐部
塞拉俱樂部，或譯作山巒俱樂部、山巒協會、塞拉山俱樂部、山岳協會、高山協會和山脉社等，是美国歷史最悠久、規模最龐大的草根环境组织。著名的自然環境保存主義者约翰·缪尔於1892年5月28日在加利福尼亚州旧金山創辦了它，並成為其首任会長。塞拉俱樂部擁有百萬會員，分會遍佈美国，且與加拿大塞拉俱乐部有著緊密的聯繫。

## 使命
塞拉俱乐部的使命是：
1. 探索、欣赏和保护地球的荒野。
2. 实现并促进对地球的生态系统和资源负责任的使用。
3. 教育和号召人们来保护并恢复自然环境和人类环境的品质。
4. 运用一切合法手段完成这些目标。

## 组织结构
塞拉俱乐部的理事会由十五名志愿者组成并负责管理俱乐部。每年选举出五名任期三年的理事，所有会员都有投票资格。会长由理事会每年从理事中选举产生，可得到一份小额津贴。执行理事管理该团体的日常运作，是受薪的正式职员。现任的执行理事为卡尔·波普（Carl Pope），但2009年他宣布了他辞去该职位的计划，将待继任者被聘任以后生效。
所有的会员同时也是分会（范围通常是全州）和地方小组的成员。全国和地方的专责部门、委员会和特别工作小组（特遣隊）各自致力解决特定的问题。俱乐部在合适的级别层次上制定政策，但在任一议题上只有一种共同的政策。
除了热心的志愿者以外，俱乐部还有约500名受薪职员。其中多数在加利福尼亚州旧金山的全国总部工作，負責網站、出版、商品開發、會計行政與環境教育等業務。但也有些任職於华盛顿哥伦比亚特区的游说办公室以及为数众多的州级和地方性的办事处。
所有会员均可领取到杂志《塞拉》，这是一份叙述俱乐部的活动和各种环境热点问题的双月刊。所有分会都出版发行时事通讯和／或活动日程安排，而许多小组也发布时事通讯。塞拉俱乐部还有一个名为“塞拉之声”（Sierra Club Radio）的广播节目。

## 历史
1892年，来自加州大学伯克利分校和斯坦福大学的一群教授帮助约翰·缪尔和代理律师沃伦·奥尔尼（Warren Olney）模仿东部的阿巴拉契亚山脉俱乐部创办了一个组织。塞拉俱乐部的创始会员们推选缪尔为会长，他担任这一职务直至1914年去世。俱乐部开始时的目标包括建立冰川国家公园和瑞尼尔山国家公园、说服加利福尼亚州的立法机构把優勝美地山谷（约塞米蒂谷）交付给联邦政府，以及挽救加利福尼亚的加州红木。缪尔在1903年陪同西奥多·罗斯福总统游览優勝美地，两年后加利福尼亚州议会就将優勝美地山谷和蝴蝶巨杉林转让给了联邦政府。塞拉俱乐部在建立国家的第二个国家公园（继1872年的黄石之后）上赢得了它的首次游说成功。
在20世纪的头十年，塞拉俱乐部开始卷入了使自然保存主义者与“资源管理”型的资源保育主义者之间产生分歧的著名的赫奇赫奇争论之中。旧金山市多年以来面临的问题是，一家私营水公司提供着高价而低质的服务。市长詹姆斯·D·费兰（James D. Phelan）的行政改革希望建立由市政当局所有的公共水设施，并重推早些时候申请在赫奇赫奇山谷建水坝的方案。压倒水公司的最后一根稻草是，它没能为扑救随1906年旧金山大地震而来、并摧毁了城市的大部分的大火提供足够的水。公用事业进步论的支持者、当时对国家公园拥有管辖权的美国林业局的局长吉福德·平肖（Gifford Pinchot）支持建立赫奇赫奇大坝。缪尔恳求他的朋友美国总统罗斯福，总统不想让自己表态反对受旧金山人欢迎的水坝（1908年的一次全民公投进一步证实，有七对一的多数欢迎水坝和市政水）。缪尔和代理人威廉·寇比（William Colby）发起了一场反对水坝的全国行动，吸引了许多东部的保护主义者来支持。随着1912年支持旧金山的美国总统伍德罗·威尔逊的当选，水坝支持者在白宫里有了个朋友。在赫奇赫奇建坝的议案于1913年被国会批准，而塞拉俱乐部则因而输掉了它的第一场重要战役。作为对此的反击，俱乐部于1916年支持建立国家公园管理局，使国家公园脱离了林业局的监管。来自芝加哥的一名俱乐部会员、赫奇赫奇水坝的反对者斯蒂芬·马瑟成为了国家公园管理局的第一任主管。
在20世纪20和30年代，塞拉俱乐部对其会员来说就象一个社交休闲的协会，它开展远足、改善道路，还有在山脉里建茅舍小屋的活动。保护运动包括：为扩大红杉国家公园（于1926年实现）而付出的若干年的努力和为保护并维持国王峡谷国家公园（建于1940年）所做的三十多年的工作。历史学家Stephen Fox指出，“在20世纪30年代，三千名会员中的大部分是中年的共和党员。”
罗斯福新政使许多资源保护主义者成了民主党人，而许多民主党人则加入了资源保护主义者的队伍。律师理查德·伦纳德（Richard Leonard）、自然摄影师安塞尔·亚当斯和大卫·布罗尔（David Brower）领导了在第二次世界大战以后使塞拉俱乐部获得转机的青年土耳其党人的一代。布罗尔1933年在山脉的小径中遇到亚当斯的时候是21岁。那一年亚当斯随后就做了布罗尔在俱乐部的会员资格保证人，接着他又被委任进入《塞拉俱乐部通讯》（Sierra Club Bulletin）的编辑委员会。布罗尔在二战以后回加利福尼亚大学出版社工作，并于1946年开始主编《塞拉俱乐部通讯》。
1950年塞拉俱乐部有约7,000名会员，多数在西岸上。当年大西洋分会成为第一个在加州以外建立的分会。一个活跃的志愿者理事会在为数不多的办事员的协助下管理着该组织。布罗尔于1952年被指派为第一任执行理事，而俱乐部则开始赶上那些主要的保护组织，其中有奥杜邦学会、国家野生生物联合会、荒野协会，以及艾萨克·沃尔顿联盟（Izaak Walton League），它们长久以来都有着专业的工作人员。
塞拉俱乐部在反对犹他州恐龙国家保护区中的回声谷公园水坝的战役中赢得了自己全国性的声誉，建水坝一事是由垦务局于1950年宣布的。布罗尔汇集其他保护团体的支持，领导了这场斗争。布罗尔在出版业的背景被证明是决定性的；在出版商Alfred Knopf的帮助下，《这是恐龙》（This Is Dinosaur）被迅速付印。保护主义者们唤起人们对赫奇赫奇水坝的恐惧，有效地游说国会如1955年所批准的那样把回声谷公园水坝从科罗拉多河工程项目中删除。对塞拉俱乐部在回声谷公园水坝之捷中作用的认可使会员人数从1956年的10,000增加到1960年的15,000。
塞拉俱乐部现在是一个真正的全国性保护组织，而自然保存主义者们则带着荒野计划展开了攻势。在使荒野法于1964年得以被通过的运动中，俱乐部与荒野协会于1949年协力发起的两年一届的荒野会议（Biennial Wilderness Conferences）成为一支重要的力量。布罗尔推出了“展示计划”（Exhibit Format）丛书，包含1960年的《这是美国的土地》（This Is the American Earth）、1962年的《世界存乎野性》（In Wildness Is the Preservation of the World），其中有艾略特·波特（Eliot Porter）壮观的彩色照片。这些精美的大型多插图书籍把塞拉俱乐部介绍给了广大读者。前四年中售出五万册，至1960年，销售额已超过一千万美元。不久布罗尔每年在“展示计划”丛书中出版两本书，但并非都象《In Wildness》那样好。尽管这些书成功地将公众带入了荒野保存和塞拉俱乐部，它们还是使组织在1964年后每年大约亏损资金$60,000。财务管理成为布罗尔和他的理事会之间的争议之处。
塞拉俱乐部在20世纪60年代最知名的运动是努力阻止垦务局建造两座将淹没一部分科罗拉多大峡谷的水坝。俱乐部于1966年登在《纽约时报》和《华盛顿邮报》上的整版广告疾呼，“这次他们打算淹没的是大峡谷，”并问道，“我们是不是也应该淹没西斯廷礼拜堂，好让游客亲近穹顶呢？”广告引发了针对国会的抗议风暴，并引起国内税务署宣布它在调查期间暂停塞拉俱乐部的501(c)(3)条款身分。理事会为了资助和捐赠教育和其他非游说活动，在1960年就成立了一个(c)(3)组织塞拉俱乐部基金会以防万一。即便如此，对俱乐部的捐助还是明显减少，这加大了它的年度经营赤字。然而，面对国内税务署发起的攻击，会员人数却急剧增加，从1965年的30,000上升到1967年的57,000和1969年的75,000。
尽管俱乐部成功地阻挠了科罗拉多大峡谷水坝计划，并经受住了从501(c)(3)到501(c)(4)条款身分的转变，布罗尔和理事会之间在财务问题上的关系还是更趋紧张。俱乐部的年度赤字从1967年和1968年的$100,000上涨到1969年的约$200,000。出现的另一矛盾是关于俱乐部对太平洋瓦电公司（PG&E）要在加州圣路易斯-奥比斯保附近的迪亚布洛峡谷建造的核能发电厂的政策。20世纪60年代早期，虽然俱乐部在阻止PG&E于加利福尼亚州菩提伽湾（Bodega Bay）建核能发电厂的计划中发挥了主要的作用，但那个判例是建立在对当地环境的影响和来自附近圣安德烈亚斯断层的地震威胁的基础上的，并非出于对核能本身的反对。新的选址从环境敏感的尼波莫沙丘（Nipomo Dunes）移动到了迪亚布洛峡谷，作为交换，理事会投票支持PG&E的发电厂方案。1967年的一次会员投票复决赞成理事会的决定。可是，布罗尔的结论是，任何地方的核能都是错误的，他还表达了他与俱乐部官方政策相反的、反对那个发电厂的意见。支持和反对布罗尔的派别分化，年度选举就反映了这一冲突。布罗尔的支持者们在1968年赢得多数席位，但在1969年四月的选举中，反对布罗尔的候选人赢得了所有的五个公开席位。他在理事会中最亲近的两个朋友安塞尔·亚当斯和会长理查德·伦纳德领导了反对布罗尔的派别，指责他在财务上的草率和不服从，并要求剥夺他的执行理事职务。理事会以十票对五票接受了布罗尔的辞呈。最终，布罗尔与塞拉俱乐部和解，于1983年到1988年的任期入选理事会，1995年到2000年又再次入选。
布罗尔于1961年雇用的俱乐部第一位西北地区代表迈克尔·麦克洛斯基（Michael McCloskey）在1969年成为俱乐部的第二任执行理事。作为一个留心细节的管理人员，麦克洛斯基在1965年设立了俱乐部的保护部（conservation department），还领导了挽救科罗拉多大峡谷和建立红木国家公园与北喀斯喀特国家公园的运动。20世纪70年代，麦克洛斯基领导了俱乐部的立法行动——保护阿拉斯加州的土地和东部荒野地区，和支持有关环境的新议程：1976年的有毒物质控制法、空气洁净法修正案，以及1977年在吉米·卡特总统任内通过的露天采矿控制和恢复法案。1984年，塞拉俱乐部进行其首次总统选举背书，支持沃尔特·蒙代尔取代罗纳德·里根的那次失败的竞选活动。16年半（与布罗尔领导该组织的时间一样长）后的1985年麦克洛斯基辞去执行理事职务并获得会长头衔，成为俱乐部的高级战略师，把他的时间更多地投入于保护政策，而不是预算的编制与管理。在道格拉斯·惠勒（Douglas Wheeler）插曲式的两年以后（他的共和党员身分使自由派会员颇为难），俱乐部雇用了加州滨海委员会前领袖迈克尔·菲希尔（Michael Fisher），他从1987年担任执行理事直至1992年。俱乐部以前的立法理事（legislative director）卡尔·波普于1992年被任命为执行理事。
2005年9月，塞拉俱乐部在旧金山举行了首届塞拉峰会（Sierra Summit）。来自全国各地、由他们的分会和小组选出的近1,000名志愿者就是代表；一些非代表的会员也列席参加。其中包括研讨会（关于当前的环境问题和关于使行动更有效的方法）和展示陈述。客座演讲者中知名的有阿尔·戈尔（阿尔·戈尔）、比尔·马哈尔（標·馬艾）、小罗伯特·弗朗西斯·肯尼迪（Robert F. Kennedy, Jr.）和亚利安纳·赫芬顿（阿里安娜·赫芬頓）。
2008年，塞拉俱乐部支持参议员贝拉克·奥巴马参选总统，引证了“他坚定支持洁净空气、湿地保护和清洁能源的记录。”

### 过去和现在的著名理事
- 安塞尔·亚当斯，理事会，1934–1971[6]
- 大卫·罗斯·布罗尔（David Ross Brower），第一个执行理事，1952–1969；理事会，三届任期，几十年
- 艾丽逊·钦（Allison Chin），会长，2008-
- 罗伯特·柯克斯（Robert Cox），会长，1994-1996，2000-2001，2007
- 利兰·柯蒂斯（Leland Curtis）
- 迈克尔·K·多塞（Michael K. Dorsey）
- 吉姆·多尔蒂（Jim Dougherty（英语：Jim Dougherty (environmentalist)））[19]
- 威廉·O·道格拉斯
- 安妮·豪兰·厄尔里奇（Anne Howland Ehrlich）
- 弗朗西斯·派勒博特·法克尔（Francis Peloubet Farquhar），会长，1933–1935和1948–1949
- 戴维·佛曼（Dave Foreman）
- 奥利里亚·霍伍德（Aurelia Harwood），理事会，1921–1928；第一位女会长，1927–1928[20]
- 大卫·卡普弗（David Karpf）
- 道格·拉弗利特（Doug LaFollette）
- 约瑟夫·莱肯特（Joseph LeConte），理事，1892–1898
- 约瑟夫·尼斯比特·莱肯特（Joseph Nisbet LeConte），会长，1915–1917；理事会1898–1940
- 马丁·里顿（Martin Litton（英语：Martin Litton (environmentalist)））
- 邓肯·麦克杜菲（Duncan McDuffie）
- 萨姆·梅里尔（Sam Merrill），理事会，1936–1937
- 约翰·缪尔，会长，1892–1914
- 简·奥康内尔（Jan O'Connell）
- 卡尔·波普（Carl Pope（英语：Carl Pope (environmentalist)）），执行理事，1992至今
- 艾略特·波特（Eliot Porter）
- 杉杰伊·Ranchod（Sanjay Ranchod）
- 贝斯特·鲁宾逊（Bestor Robinson），会长，1946–1948
- 威廉·E·斯里（William E. Siri）
- 華勒斯·史達格納
- 克莱尔·斯普拉格·塔潘（Clair Sprague Tappaan），会长，1922–1924；理事会，1912–1932
- 玛里琳·沃尔（Marilyn Wall），理事会2006至今
- 保罗·沃森，理事会，2003–2006
- 埃德加·魏波恩（Edgar Wayburn），会长，五届任期，20世纪60年代
- 亚当·魏巴赫（Adam Werbach），会长，1996
- 伯尼·扎里哈（英语：Bernie Zaleha），理事会，2003至今

## 户外远足
山巒俱樂部最著名的活動為其例行性的戶外活動。其中登山活動為最為著名的活動，約翰·繆爾等創辦人即為登山家，並促進了美國登山健行文化。目前山巒俱樂部成員的登山範圍已不限於美國本土，更延伸至國外。山巒俱樂部除了利用戶外活動賺取營運經費外，並在戶外活動對青少年與民眾施以環境教育，以及吸收志工。
1901年威廉·寇比组织了到约塞米蒂山谷的第一次塞拉俱乐部户外远足。一年一度的高级旅行（High Trip）由造诣很高的登山家们领导（他们中有些是塞拉俱乐部的理事），如弗朗西斯·派勒博特·法克尔（Francis Peloubet Farquhar）、约瑟夫·尼斯贝特·莱肯特（Joseph Nisbet LeConte）、诺曼·克莱德（Norman Clyde）、小沃尔特·A·斯达（Walter A. Starr, Jr.）、朱尔斯·艾孔（Jules Eichorn）、格伦·道森（Glen Dawson），安塞尔·亚当斯和大卫·罗斯·布罗尔（David Ross Brower）。内华达山脉的许多首次攀登是在塞拉俱乐部户外远足中完成的。塞拉俱乐部会员同时也是攀岩的早期爱好者和这项技能的先驱者。1911年建立了第一个分会杉矶（Angeles），接着它又立即着手在洛杉矶附近山脉和美国西部各处开展了本地旅行。在第二次世界大战中，塞拉俱乐部的许多领导人加入了第10山地師，为战争贡献了他们的专长。
高级旅行，有时是参与者和工作人员超过一百名的庞大的考察，已经为在美国及国外进行的更小且更多的远足让了路。全国远足项目（National Outings program）开展了许许多多的户外旅行，其中大部分长4至10天。地方分会、小组和小队在他们的地区或更远的地方主持了数以千計、时间通常更短的旅行（多数为徒步旅行，但也包括自行车运动，越野滑雪等等）。城内游团体（Inner City Outings groups）帮助只熟悉城市环境的儿童接近荒野。

## 保护政策
塞拉俱乐部在若干环保问题上有官方的政策。他们把这些归为十七大类：农业、生物技术、能源、环境公平、森林与荒野管理、全球化问题、政府与政治问题、土地管理、军事问题、核问题、海洋、污染物与废弃物处置、预防原则、交通运输、城市与土地利用政策、水资源、以及野生生物保护。

### 土地管理
某些塞拉俱乐部会员强烈要求俱乐部在主张保护国家森林（National Forests）和其他国有的公共自然资源上更有作为。例如，2002年俱乐部因同荒野协会一起接受了一项允许在南达科他州布拉克山中伐木的妥协方案而受到指责。

### 核问题
塞拉俱乐部反对建造新的核裂变、核聚变反应堆，直至保护性的政策规定减轻了特有的内在安全风险，并且管理机构适当地执行了那些规定。俱乐部当前反对核聚变是由于它可能释放出氢的同位素氚。

### 煤
根据塞拉俱乐部所言，燃煤电厂是国家最大、也是污染最重的能量来源之一，是呼吸系统疾病的主要病因，并且占到了国家二氧化碳排放的40%。它认为有容易获得的煤的替代品。

### 可再生能源与能源效率
塞拉俱乐部提倡对风能、太阳能和其他可再生能源的投资，以及重组能源市场来鼓励创新、创造绿色职业和有效率的能源利用。

## 政治活动

### 保护河流
塞拉俱乐部的一项长期目标是反对建设它所认为不合适的水坝。在20世纪初期，该组织与在约塞米蒂国家公园中筑堤坝淹没赫奇赫奇山谷作了斗争。国会不顾这次游说，批准在泰伦恩河上建设奥肖纳西水坝。塞拉俱乐部继续为拆除这个水坝而游说，极力主张通过重建下游的唐佩德罗水库（Don Pedro Reservoir）来适应旧金山的用水需求。
塞拉俱乐部提倡让格伦峡谷大坝退役，使鲍威尔湖逐渐消失。塞拉俱乐部还支持其他许多水坝的拆除、破坝或退役，包括华盛顿州东部斯内克河下游的四座高成本的大型水坝。

### 蓝绿联盟
2006年6月，塞拉俱乐部宣布与北美最大的产业工会——美国钢铁工人联合会结成蓝绿联盟。这种新的合作关系的目标是进行关于社会政策的联合项目，以调和工人对于好工作的需求与人类对于更清洁的环境和更安全的世界的需求。

### 关于移民的论战
在20世纪80年代，一些塞拉俱乐部会员想把俱乐部引入关于移民美国（Immigration to the United States）的争议之地。塞拉俱乐部的立场是，人口过剩在生态环境的退化中是一个重要因素。因而，塞拉俱乐部赞成稳定并减少美国和世界的人口。一些会员认为，事实上以当时的移民程度，美国人口不可能稳定下来，更别提减少了。他们极力要求塞拉俱乐部支持限制移民。俱乐部先前曾经提过“大规模移民”的问题，在1988年，该组织的人口委员会（Population Committee）和保护协调委员会（Conservation Coordinating Committee）声明说应当限制移民美国，来实现人口的稳定。
然而，其他塞拉人（Sierran，指塞拉俱乐部会员）认为移民问题与塞拉俱乐部的中心任务相距甚远，并担心卷入其中会削弱该组织致力于它的其他目标的政治能力。1996年，理事会接受了后面这个观点，投票决定塞拉俱乐部在移民问题上应中立。
赞成减少移民的人试图运用塞拉俱乐部章程（Bylaws of the Sierra Club）中关于会员直接投票复决的条款去撤销该决议。他们自己组成了“SUSPS”，名称源自“支持稳定美国人口的塞拉人（Sierrans for U.S. Population Stabilization）”（虽然自从塞拉俱乐部抗议在“Sierrans”一词中侵犯俱乐部的商标专用权以后，就不再使用这个名称了）。SUSPS及其盟友搜集了所必需的签名，于1998年春的俱乐部选举中提出该问题以供投票。理事会关于塞拉俱乐部在移民上不采取任何立场的决议以会员数三对二的差额得到拥护，尽管SUSPS对投票表决偏袒而混乱的组织方式表示了不满。
当三个减少移民的支持者在2004年理事会选举中一起参加竞选，希望改变塞拉俱乐部在移民上的中立态度时，争论再次公开化。冲突愈加激烈，两派都指责对方有不合乎道德且可能非法的行为。减少移民的支持者提起讼诉，但后来终止了。塞拉俱乐部以外的团体受到了影响，如南方反贫穷法律中心和前进组织。三名候选人中的两个（Frank Morris和David Pimentel）是稳定美国多样性联盟（Diversity Alliance for a Sustainable America）的成员，而两个Richard Lamm和Frank Morris）是反对移民的美国移民改革联盟的顾问团成员，该联盟后来被南方贫困法律中心（SPLC）称为是一个仇恨团体。它们的候选人受到了第四名候选人、来自SPLC的Morris Dees的公开抨击，称其为“激进的反移民行动主义分子”的一次“恶意接管”式的企图。减少移民的支持者以区区3%赢得全部投票，而争论平息了下来。

## 相关组织

### 分支机构和附属团体
塞拉俱乐部基金会由大卫·罗斯·布罗尔（David Ross Brower）于1960年创办。它是一个为免税的环保行动提供支持的501(c)(3)条款慈善基金。
加拿大塞拉俱乐部从1963年起就开始活动。它现在是一个独立的团体，在整个加拿大拥有自己的全国组织和地方实体，致力于污染、生物多样性、能源和可持续性问题。
1971年，曾与塞拉俱乐部一起工作过的律师志愿者建立了塞拉俱乐部法律辩护基金（Sierra Club Legal Defense Fund）。这曾是一个经塞拉俱乐部特许使用其名称“Sierra Club”的独立组织；它于1997年更名为地球正义（地球正義）。
塞拉学联（Sierra Student Coalition，SSC）是由学生管理的塞拉俱乐部的左膀右臂。它由亚当·魏巴赫（Adam Werbach）创立于1991年，拥有14,000名成员，自称是美国最大的学生领导的环境团体。
塞拉俱乐部选民教育基金组织（Sierra Club Voter Education Fund）是一个527团体，通过播送主要政党候选人的环境问题立场的电视广告在2004年美国总统选举中起着作用。在环保选民教育运动（Environmental Voter Education Campaign，EVEC）中，塞拉俱乐部试图动员志愿者去电话拉票（phone banking）、挨家挨户地上门拉票和写明信片，来强调运动中的这些问题。

### 内部的地方组织
塞拉俱乐部会员中存在非官方的团体，它们打算通过推选候选人进入理事会的方式影响塞拉俱乐部的方针政策。这些团体中的一部分按字母顺序列举如下：
- 约翰·缪尔精神（JohnMuirLives，JML）——希望俱乐部在诸如森林保护、湿地、荒野保存、洁净空气、清洁的水等问题上回到传统的强硬姿态上的会员。是从John Muir Sierrans中分离出来的。[44]
- 约翰·缪尔派塞拉人（John Muir Sierrans，JMS）（没有网站）——由会员Jim Bensman、Roger Clarke、David Dilworth、Chad Hanson和David Orr为了促使俱乐部改变主张而于20世纪90年代组建，支持公共土地上的森林零砍伐政策，几年后又赞成使格伦峡谷大坝（Glen Canyon Dam）退役。在这两点上，JMS都成功地改变了俱乐部的立场。
- 海啸塞拉俱乐部（Groundswell Sierra）（没有网站）——与大部分前任理事结为同盟的会员建立于2004年。Groundswell主要通过向百万塞拉俱乐部会员发送竞选邮件的方式在2004年和2005年的选举中产生了影响。Groundswell邮件中支持的是已经被该组织内部的提名委员会所认可的候选人名单。Groundswell的资料还出现在几个分会和小组的网站上，引起了对如此使用俱乐部网站进行内部拉票的抱怨。那两年选出的所有候选人都是Groundswell所支持的，并且他们都以巨大差距获胜。2005年选举以后，海啸塞拉俱乐部的领导者们宣布该组织将进入休眠状态。
- 民主塞拉俱乐部（Sierra Democracy （页面存档备份，存于））——反对俱乐部中“保守派”的会员，支持象SUSPS 和JML那样的团体（在俱乐部选举中）的权利。网站特别针对2004年理事会选举，此后没有更新过。
- SUSPS （页面存档备份，存于）——希望俱乐部通过推翻俱乐部在移民上“不采取任何立场”的1996年决议，以支持稳定美国人口的会员。在2004年塞拉俱乐部理事会选举中支持了与反对移民的、非环境类的美国移民改革联盟（英语：Federation for American Immigration Reform）有来往的候选人的那次失败的提名。[45][46]

## 注解
1. ↑  . Sierraclub.org.   [26 April 2014]. （原始内容存档于2014-06-09）.
2. ↑  .   [2008-08-28]. （原始内容存档于2021-02-24）.
3. 1 2  .   [2009-01-30]. （原始内容存档于2021-03-03）.
4. ↑   (新闻稿). 塞拉俱乐部. 2009-01-23  [2009-01-23]. （原始内容存档于2020-08-21）.
5. ↑  .   [2009-01-30]. （原始内容存档于2021-02-24）.
6. 1 2  Michael P. Cohen, The History of the Sierra Club, 1892-1970 (San Francisco: Sierra Club Books, 1988), pp. 8-9.
7. ↑  Stephen Fox, John Muir and His Legacy: The American Conservation Movement (Boston: Little, Brown, 1981), pp. 125-129.
8. ↑  Fox, John Muir and His Legacy, pp. 139-147.
9. ↑  Fox, John Muir and His Legacy, p. 214.
10. ↑  Fox, John Muir and His Legacy, p. 275.
11. ↑  Fox, John Muir and His Legacy, p. 279.
12. ↑  Fox, John Muir and His Legacy, pp. 280-286.
13. ↑  Fox, John Muir and His Legacy, p. 286-289.
14. ↑  Fox, John Muir and His Legacy, pp. 316-319.
15. ↑  Cohen. The History of the Sierra Club, pp. 357-365.
16. ↑  Cohen, The History of the Sierra Club, pp. 395-434.
17. ↑  Michael McCloskey, In the Thick of It: My Life in the Sierra Club (Washington, DC: Island Press, 2000), pp. 99-248.
18. ↑  . 塞拉俱乐部. 2008-06-19  [2008-07-09]. （原始内容存档于2008-07-09）.
19. ↑  .   [2007-08-04]. （原始内容存档于2007-07-10）.
20. ↑  .   [2007-08-04]. （原始内容存档于2011-09-27）.
21. 1 2  .   [2009-01-30]. （原始内容存档于2021-02-27）.
22. ↑  .   [2007-08-04]. （原始内容存档于2007-08-29）.
23. ↑  .   [2008-08-29]. （原始内容存档于2008-09-06）.
24. ↑  .   [2007-08-04]. （原始内容存档于2007-08-10）.
25. ↑  .   [2009-01-30]. （原始内容存档于2009-02-02）.
26. ↑  .   [2009-01-30]. （原始内容存档于2019-08-26）.
27. ↑  .   [2006-07-10]. （原始内容存档于2006-06-21）.
28. ↑  . SUSPS.   [2008-05-14]. （原始内容存档于2021-01-26）.
29. ↑  Judy Kunofsky. . Sierra Club Population Report. Spring 1989  [2008-05-14]. （原始内容存档于2021-02-11）.
30. ↑  .   [2008-08-29]. （原始内容存档于2008-12-19）.
31. ↑  .   [2008-08-29]. （原始内容存档于2008-05-13）.
32. ↑  .   [2008-08-29]. （原始内容存档于2009-02-10）.
33. ↑  .   [2008-08-29]. （原始内容存档于2020-08-14）.
34. ↑  .   [2009-02-01]. （原始内容存档于2009-01-31）.
35. ↑  .   [2009-02-01]. （原始内容存档于2009-01-25）.
36. ↑  FAIR: Crossing the Rubicon of Hate 的存檔，存档日期2013-04-23. Hatewatch，Southern Poverty Law Center，2007年12月11日
37. ↑  Davila, Florangela (2004). "Immigration dispute spawns factions, anger in Sierra Club," Seattle Times, February 18.
38. ↑  Knickerbocker, Brad (2004). "A 'hostile' takeover bid at the Sierra Club." Christian Science Monitor, February 20.
39. ↑  Sierra Club.  (PDF).   [09-01-17]. （原始内容 (PDF)存档于2013-09-08）.
40. ↑  .   [2008-08-29]. （原始内容存档于2009-05-25）.
41. ↑  .   [2008-08-29]. （原始内容存档于2008-09-13）.
42. ↑  .   [2009-01-30]. （原始内容存档于2014-08-22）.
43. ↑  .   [2008-08-29]. （原始内容存档于2014-09-28）.
44. ↑  .   [2008-08-29]. （原始内容存档于2008-07-23）.
45. ↑  “Hostile takeover,” Intelligence Report, Spring 2004, p. 57.
46. ↑  Potok, Mark, Editor of Intelligence Report, Letter to Larry Fahn, President, The Sierra Club, 2003-10-21. Reprinted in Intelligence Report, Spring 2004, pp. 59-63.